# إبراهيم الصقر
إبراهيم الصقر، أشتهر بين قراءة بالاسم الإعلامي الصقر. كاتب اجتماعي وروائي له العديد من الروايات الشهيرة والمجموعات القصصية، أشهر روايته هي رواية بنات الرياض الصورة الكاملة التي كانت ردا على رواية بنات الرياض.
أسس وشارك في عدد من المشاريع مثل:
- مشروع «فردناند في بلاد العرب».

كما شارك في ترجمة وإعادة صناعة بعض الأعمال العالمية مثل (انفرالوك) الرواية المصورة الحاصلة على المركز الأول في مسابقة الروايات المصورة العالمية.

## رواياته
1. بنات الرياض الصورة الكاملة.
2. مغامرات فردناند في بلاد العرب.
3. الشكاك.
4. النشالة.
5. 40 يوما قبل الطلاق.
6. أريدك فارس أحلامي.
7. أريدك أميرة أحلامي.
8. شهيدة الحجاب.
9. زواج قاصره.

## مجموعاته القصصيه
1. قهوة الصقر.
2. دنيا البنات.
3. عبيد وزيد.
4. هنا وهناك.

## وصلات خارجية
- موقع الروائي إبراهيم الصقر